# Desa Sidamulya (administrativ by i Indonesien, Jawa Tengah, lat -6,95, long 109,30)
Desa Sidamulya är en administrativ by i Indonesien.   Den ligger i provinsen Jawa Tengah, i den västra delen av landet, 280 km öster om huvudstaden Jakarta.